# Lībiyā, Lībiyā, Lībiyā
Lībiyā, Lībiyā, Lībiyā (in arabo ليبيا ليبيا ليبيا‎?, «Libia, Libia, Libia»), conosciuto anche come Ya Beladi (in arabo يا بلدي‎?) Oh Paese mio!, composto da Mohammed Abdel Wahab è stato l'inno nazionale del Regno di Libia sotto re Idris fino al colpo di Stato del 1969 di Gheddafi e l'ha sostituito con Allāhu akbar. Dal 2011 è l'inno dei ribelli del Consiglio Nazionale Libico anti-Gheddafi e della Libia dopo la liberazione del Paese dalle truppe lealiste, ma senza la strofa che glorifica il re Idris.

## Testo

### Arabo
يا بلادي بجهادي وجلادي
ادفعي كيد الأعادي
واسلمي

اسلمي طول المدي إننا نحن الفدا

ليبيا ليبيا ليبيا

يا بلادي أنت ميراث الجدود

لارعى الله يداً تمتد لك

فاسلمي، إنا -على الدهر- جنود

لا نبالي إن سلمت من هلك

وخذي منا وثيقات العهود

إننا يا ليبيا لن نخذلك

لن نعود للقيود قد تحررنا وحررنا الوطن

ليبيا ليبيا ليبيا

جرّد الأجداد عزماً مرهفاً

يوم ناداهم منادٍ للكفاح

ثم ساروا يحملون المصحفا

باليد الأولى، وبالأخرى سلاح

فإذا في الكون دين وصفا

وإذا العالم خير وصلاح

فالخلود للجدود إنهم قد شرفوا هذا الوطن

ليبيا ليبيا ليبيا

يا ابن ليبيا، يا ابن آساد الشرى

إننا للمجد والمجد والمجدُ لنا

مذ سرونا حمد القوم السرى

بارك الله لنا استقلالنا

فابتغوا العلياء شأواً في الورى

واستعدوا للوغى أشبالنا

للغلاب يا شباب إنما الدنيا كفاح للوطن

ليبيا ليبيا ليبيا

### Translitterazione
Ya Biladi Ya Biladi Bijihadi Wajiladi 

Idfa'i Kaydal A'adi Wal'awadi Waslami 

Islami Islami Islami Tulal Mada Innana Nahnul Fida 

Libya Libya Libya. 

Yabiladi Anti Mirathul Judud 

La Ra'allahu Yadan Tamtaddu Lak 

Faslami Inna 'Aladdahri Junud 

La Nubali In Salimti Man Halak 

Wakhudi Minna Wathiqatil 'Uhud 

Innana Ya Libya Lan Nakhdilak 

Lanna'ud Lil Quyud Qadd Taharrarna Waharrarnal Watan 

Libya Libya Libya. 

### Traduzione in italiano
Oh Paese mio! Con la mia lotta e la mia pazienza 

Scaccia i nemici e le avversità, 

E sopravvivi! 

Sopravvivi a tutto, noi siamo il tuo riscatto

Libia, Libia, Libia! 

Oh Paese mio! Tu sei l'eredità dei miei padri,

Può Allah liberarsi da ogni aiuto che è nocivo

Ti faremo sopravvivere! Noi saremo per sempre i tuoi soldati,

Se sopravvivi a noi non importa chi perisce.

Ti diamo impegni solenni

Che noi, Oh Libia, non saranno mai recessi.

Ci impegniamo a non tornare in catene, che ci sono state tolte, 

che hanno reso libero il nostro paese natìo Libia, Libia, Libia.